# Катя Кассин
Катя Кассин (нем. Katja Kassin, наст. имя — Уте Эберт (нем. Ute Ebert); род. 24 сентября 1979, Лейпциг, ГДР) — немецкая порноактриса. Приобрела популярность благодаря занятию жёстким анальным сексом. Также снималась в сценах с двойным анальным проникновением

## Порнокарьера
В сентябре 2000 года Катя Кассин начала работать моделью, позируя для местных порнофотографов-любителей и сайтов. По предложению фотографа на своей первой фотосессии вместо своего настоящего имени она взяла себе псевдоним Katja. После трёх лет съёмок в так называемом лёгком порно Катя Кассин, познакомившись с порноактрисой Дрю Берримор, перешла к более жёсткому стилю порно-фото.
Позже она была представлена Марку Спиглеру из агентства талантов «Spiegler Girls», который, в свою очередь, занялся её продюсированием. В марте 2003 года была снята её первая «американская» сексуальная сцена в фильме «Straight to the A 4». До этого она снималась только дважды, будучи в Европе. В конце 2004 года переехала в район Лос-Анджелеса и вышла замуж.
По данным на июль 2021 года, Катя Кассин снялась в 1046 порнофильмах.

## Премии и номинации
| Год  | Церемония             | Категория                              | Работа                                                             | Результаты |
| ---- | --------------------- | -------------------------------------- | ------------------------------------------------------------------ | ---------- |
| 2003 | Adam Film World Award | Актриса года                           |                                                                    | Победа     |
| 2004 | Venus Award (Europa)  | Приз жюри лучшей международной актрисе |                                                                    | Победа     |
| 2005 | AVN Award             | Актриса года                           |                                                                    | Номинация  |
| 2005 | AVN Award             | Лучшая групповая сцена                 | Sex Shooter V (вместе с Марком Дэвисом, Джадой Файер и Rio Mariah) | Номинация  |
| 2005 | AVN Award             | Лучшее парное порно                    | Fresh Meat 18 (вместе с Michael Stefano)                           | Номинация  |
| 2005 | CAVR Awards           | Звезда года                            |                                                                    | Номинация  |
| 2005 | XRCO Award            | Оргазмическая аналистка                |                                                                    | Номинация  |
| 2005 | XRCO Award            | Исполнительница года                   |                                                                    | Номинация  |
| 2006 | AVN Award             | Самая «жёсткая» сцена                  | Vault of Whores (вместе с Диллан Лорен, Talon)                     | Номинация  |
| 2006 | AVN Award             | Лучшая групповая сцена                 | Tear Me a New One                                                  | Номинация  |
| 2006 | AVN Award             | Лучшее лесбийское порно                | My Ass Is Haunted                                                  | Номинация  |
| 2006 | AVN Award             | Лучшая сцена мастурбации               | Anal Showdown                                                      | Победа     |
| 2006 | XRCO Award            | Лучший оргазмическая аналистка         |                                                                    | Номинация  |
| 2007 | AVN Award             | Недооцененная звезда года              |                                                                    | Номинация  |
| 2007 | XRCO Award            | Оргазмическая аналистка                |                                                                    | Номинация  |
| 2008 | AVN Award             | Самая «жёсткая» сцена                  | Power Bitches 2                                                    | Номинация  |
| 2009 | AVN Award             | Лучшая сцена секса от первого лица     | Double Vision 2 (вместе с Тори Лэйн и Эриком Эверхардом)           | Победа     |
| 2013 | Venus Award (Europa)  | Лучшая актриса — Международная         |                                                                    | Номинация  |
| 2013 | Tranny Awards         | Лучшая сцена                           | TS Pussy Hunters 29233                                             | Номинация  |
| 2014 | AVN Award             | Лучшая сцена анального секса           | Anal Motherfucker 1 (вместе с Майком Адриано)                      | Номинация  |
| 2014 | XRCO Award            | Лучшее возвращение                     |                                                                    | Номинация  |
| 2015 | AVN Award             | Лучшая сцена транссексуального секса   | TS Playground 12                                                   |            |

## Фильмография (выборочная)
Список фильмов с участием Кати Кассин за 2009 год:
| Фильм                           | Студия                      | Режиссёр        | Время | Год  |
| ------------------------------- | --------------------------- | --------------- | ----- | ---- |
| Anal Payload                    | Evil Angel                  | John Leslie     | 277   | 2009 |
| Bound 4                         | Powersville Inc             | Jim Powers      | —     | 2009 |
| Cock Tease 2                    | Digital Playground          | Robby D         | 214   | 2009 |
| Cock Wow!                       | Video Team                  | —               | —     | 2009 |
| Curvy Cuties 3                  | Loaded Digital              | —               | —     | 2009 |
| King of Coochie 2               | Tom Byron Pictures          | Том Байрон      | —     | 2009 |
| Lexington Loves Big White Booty | Mercenary Pictures          | Лексингтон Стил | 180   | 2009 |
| Masturbation Nation 2           | Tom Byron Pictures          | Том Байрон      | —     | 2009 |
| Throat Blasters 3               | Gothic Media / Sunset Media | Joey Dimitri    | 120   | 2009 |
| Whatabooty 7                    | Red Light District          | Maestro Claudio | —     | 2009 |